# USS Balao
Lo USS Balao (codici e numeri d'identificazione SS/AGSS-285) fu un sommergibile costruito durante la seconda guerra mondiale per la United States Navy, la marina militare degli Stati Uniti d'America. Capoclasse dell'omonima classe navale, deve il suo nome e quello della sua classe all'Hemiramphus balao, un pesce del genere Hemiramphus appartenente alla famiglia Hemiramphidae.
Il Balao, assegnato alla United States Seventh Fleet, operò dieci missioni nel teatro dell'Oceano Pacifico della seconda guerra mondiale, venendo insignito di 9 battle star.
Sopravvissuto agli eventi bellici, venne messo temporaneamente fuori servizio, assegnato alla United States Navy reserve fleets ed ormeggiato alla Naval Submarine Base New London, per essere reintegrato il 4 marzo 1952 ed essere assegnato al Submarine Squadron 4 (SubRon 4) del United States Fleet Forces Command con cui operò nell'Oceano Atlantico. Riclassificato come sottomarino ausiliario, Hull classification symbol AGSS-285, rimase in servizio fino al 1963, quando fu definitivamente radiato ed il suo nome depennato dal Naval Vessel Register.
Il suo relitto venne utilizzato come bersaglio al largo della Florida ed affondato il 6 settembre 1963.

## L'USSBalaonella cultura di massa
L'unità venne utilizzata come location del film Operazione sottoveste (Operation Petticoat) diretto dal regista Blake Edwards nel 1959 e come attori principali Cary Grant, nel ruolo del comandante Matt T. Sherman, e Tony Curtis, sottotenente di vascello Nicholas Holden. Nell'occasione, per esigenze dettate dalla sceneggiatura, il sottomarino, ribattezzato con la designazione USS Sea Tiger, venne riverniciato in una tonalità rosa e utilizzato in tutte le scene che prevedevano tale colorazione. Durante le riprese oltre al Balao vennero utilizzate altre due unità della stessa classe, lo USS Queenfish, per le scene di apertura e di chiusura (circa 1959) e nelle quali è visibile il numero 393 sulla torretta, e lo USS Archerfish in tutte le scene dove il battello appare verniciato in grigio e nero.
Nell'agosto del 2021 il popolare gioco di simulazione navale World of Warships della Wargaming.net ha incluso nel nuovo aggiornamento sei nuove classi di sommergibili, tra cui la classe Balao.